# Anastasia Tumanishvili-Tsereteli
Anastasia Tumanishvili-Tsereteli (25 d'agost de 1849 - Tiflis, 7 de febrer del 1932) fou una escriptora georgiana, especialment preocupada per l'educació de les xiquetes.

## Biografia
Es va graduar en l'escola Madam Pavri, i després en l'escola de Dones Nobles al 1865. El 1872, al costat de la filla de Dimitri Kipiani, creà el Cercle de les Filles. El 1876 va viatjar a Suïssa i a l'estat francés, on va conéixer les noves idees pedagògiques basades en els mètodes de Pestalozzi. Visità París i Zúric i, a la tornada, s'implicà en la vida cultural i pedagògica de Geòrgia.
Aviat es publicaren les seues traduccions literàries: L'angoixa del mariscal de Alphonse Daudet i La vídua de les Terres Altes de Walter Scott, així com la seua primera història original, La víctima del pare.
Fou membre actiu de la Society for Spreading Literacy georgiana. Va obrir una escola primària al seu poble natal. També fundà la Societat per al Suport Mutu de Mestres i Educadores, i una revista infantil, Jejili (brots de blat) i una organització de dones, Educació.
Mor el 7 de febrer del 1932 i està soterrada al Panteó Mtatsminda.

## Vida personal
Es casà amb Giorgi Tsereteli, amb qui va fundar al 1873 el diari Kvali.